# Rasin-Aufstand

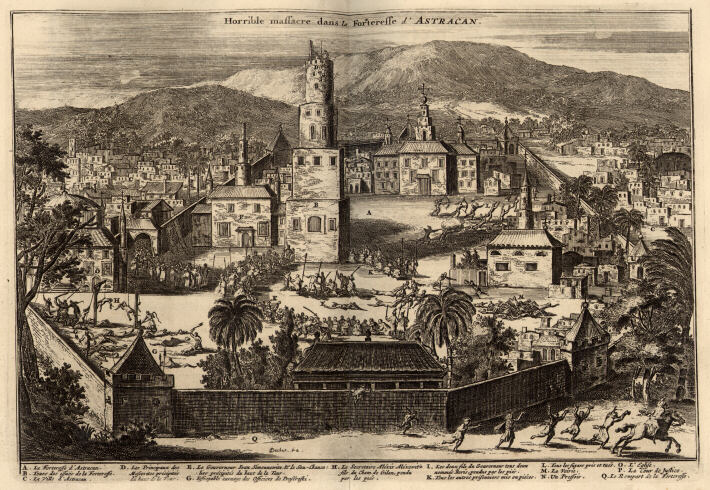
Rasinsche Rebellen in Astrachan, holländischer Kupferstich von 1681

Der Rasin-Aufstand war ein misslungener Aufstand im Wolgagebiet im Zarentum Russland, der sich gegen die Leibeigenschaft und die missbräuchliche staatliche russische Verwaltung richtete. Bis Ende 1670 konnte der Aufstand eingedämmt werden. Seine Anführer wurden am 6. Junijul. / 16. Juni 1671greg. hingerichtet.

## Vorgeschichte
Bedingt durch die russische Expansion im 17. Jahrhundert und die zunehmende Angliederung nichtrussischer Gebiete kam es ab der Mitte des 17. Jahrhunderts zu Unruhen und Aufständen der nichtrussischen Völker, insbesondere im Wolgaraum, der vormals tatarisch beherrscht war. Die zaristische Politik Alexei I. gegenüber den neuen Völkern im nun multiethnischen russischen Imperium wechselte zwischen Unterdrückung und gewaltsamer Kolonialisierung und einer Rücksichtnahme auf die vorhandenen Strukturen durch eine indirekte Herrschaft. Die zunehmenden Spannungen ab der zweiten Hälfte des 17. Jahrhunderts richteten sich daher gegen die zaristische Herrschaft und auf eine Wiederherstellung der alten Khanate. Die Russen gingen nun schärfer gegen die Wolgavölker vor, da sie die Sicherheit und Macht des Staates infrage gestellt sahen. Die orthodoxe Kirche weitete jetzt ihre Missionstätigkeit aus und schreckte dabei nicht vor Zwangstaufen und ähnlichen Zwangsmaßnahmen zurück. Auch die Landkolonisation wurde vorangetrieben. Die Lasten für die nichtrussischen Bewohner erhöhten sich gewaltig. Durch diesen Wandel in der Moskauer Politik wurden die Gebiete fester in das russische Reich eingebunden. Die Wolgavölker waren nicht bereit, die neue Politik widerstandslos hinzunehmen.

## Verlauf
Führer der Aufstandsbewegung der Donkosaken wurde Stenka Rasin (eigentlich Stepan Timofejewitsch Rasin). Er hatte sich zum Sprecher derjenigen gemacht, die die Kosakenautonomie aufrechterhalten wollten, und stand damit im Gegensatz zur kosakischen Oberschicht, die mit dem Zaren ein Bündnis eingegangen war. Rasin hatte von 1667 an mit seiner Abteilung Raubzüge an der unteren Wolga zur persischen Küste des Kaspischen Meeres unternommen und dabei auch zaristische Transporte überfallen. Dabei hatte er zusehends an Ruhm und Anerkennung und zunehmende Gefolgschaft unter den Kosaken gewonnen.
Seit dem Frühjahr 1670 stieß das Heer unter Führung des Atamans Rasin bis nach Astrachan und Simbirsk vor. Die Erhebung griff schnell auf die Wolgagebiete über. Bis zu 20.000 Mann kämpften zeitweise gegen die zarischen Truppen. Zu den Gruppen der Kosaken und aufständischen Bauern, darunter auch Aljona Arsamasskajas Truppe, stießen sich benachteiligt fühlende Strelizen und viele Altgläubige. Die größte Gruppe der Aufständischen bildeten nichtrussische Wolgavölker. Das Programm der Aufständischen zielte darauf ab, das Vermögen der Reichen unter allen Einwohnern aufzuteilen und das kosakische Verwaltungssystem mit seinen demokratischen Basisversammlungen und gewählten Atamanen überall einzuführen. Die Leibeigenschaft sollte aufgehoben werden. In Astrachan wurde für kurze Zeit dieses Programm verwirklicht. Den Eid leisteten die Aufständischen auf Rasin und auf den Zaren. Rasin gab sich als den Stellvertreter des bereits verstorbenen Thronfolgers Alexei (5. Februar 1654 – 17. Januar 1670) aus. Unmittelbare Gegner waren damit nicht der Zar, sondern die Bojaren als Repräsentanten der Leibeigenschaft und die staatlichen Verwaltungsbeamten, deren Missbrauch staatlicher Gewalt immer wieder Unmut hervorrief.
Seit Ende 1670 drängten Regierungstruppen die Aufständischen immer mehr zurück. Stenka Rasin konnte schließlich durch Verrat gefangen genommen werden. Der Zar verhörte ihn persönlich. Am 16. Juni 1671 wurde er in Moskau hingerichtet.

## Folgen
Als Ergebnis des Aufstands stellte man einige der schlimmsten Missbräuche der Verwaltung ab. Zeitgleich erhöhte sich der Druck auf die Bauern und die nichtrussischen Völker.
Zahlreiche Legenden und Volkslieder, die sich um Stenka Rasin rankten, hielten ihn im Bewusstsein wach. Bei der Herausbildung einer Tradition des Widerstands gegen den Staat nahm er einen besonderen Stellenwert ein.